# Transformations de Lyon sous le Second Empire

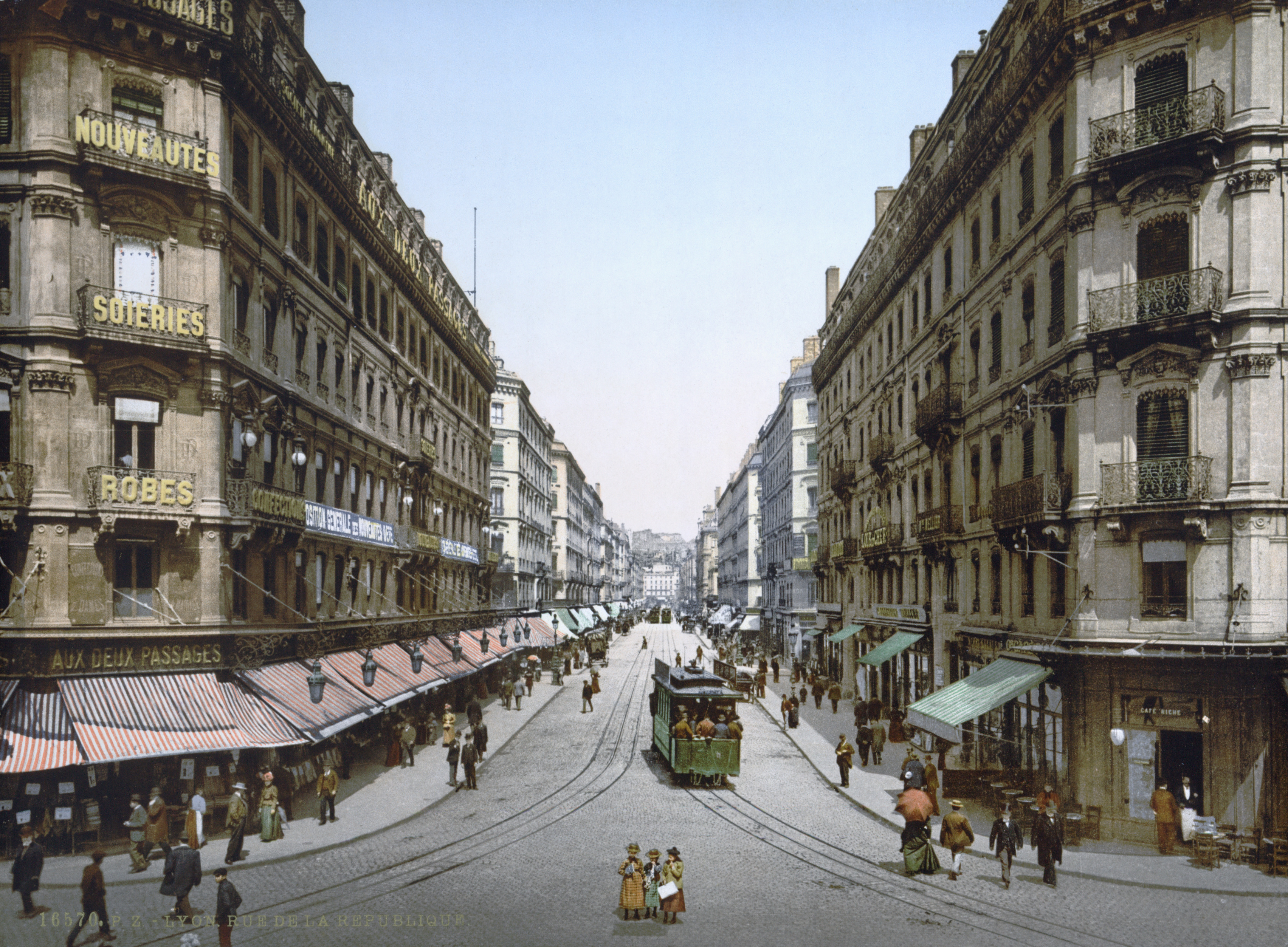
La rue de la République, à ses débuts « rue Impériale », créée sous le Second Empire.

La ville de Lyon, sous le Second Empire, est profondément et durablement transformée par des travaux de grande ampleur.

## Contexte: les opérations menées sous l'Ancien Régime et durant la Restauration
Les opérations urbaines menées à Lyon durant le Second Empire sont la continuité de celles menées à la Restauration, particulièrement de Louis-Philippe, et la maîtrise d'œuvre de Benoit Poncet et de Jean-Amédée Savoye. 
Plusieurs raisons expliquent cette vague de rénovation urbaine.

### La viabilisation des rives du Rhône et de la rive gauche
La viabilisation des berges du Rhône, longtemps inhabitables, a débuté depuis les années 1750 et a permis de considérablement agrandir la ville. La première viabilisation d'ampleur s'est faite au sud de l'actuelle Gare Perrache. De grands travaux rendent les marais et îlots du sud de la Presqu'île praticables et prêts à l'urbanisation. Par ailleurs, les terres viables ainsi créées doivent permettre une amélioration de la route allant vers le Languedoc, et autoriser l'implantation de nombreux moulins hydrauliques sur les rives endiguées. Les travaux, encadrés par Antoine Michel Perrache et Guillaume Marie Delorme, et financés par la Compagnie des Intéressés aux Travaux du Midi à Lyon, commencent en 1771. Mais des erreurs de calcul entachant le projet ainsi que l'hostilité de propriétaires craignant de voir la valeur foncière baisser avec cette nouvelle offre font obstacle aux travaux. Seule la digue supportant la route, ainsi que le premier pont de la Mulatière, sont réalisés. Face à ces difficultés, un des projets envisagés est de faire de cet espace un lieu réservé aux protestants ou aux Juifs. À la mort de Perrache, en 1779, les travaux sont délaissés, la compagnie faisant face à plus de deux millions de livres de dettes. Le roi rachète la dette en devenant propriétaire des terrains en 1784, mais la Révolution porte le coup de grâce aux travaux. 
La véritable viabilisation concerne la rive gauche du Rhône, qualifiée alors indistinctement de « Guillotière ».

### Les révoltes des Canuts
La seconde raison des transformations profondes de Lyon est sociale. De 1831 à 1834, deux révoltes soulèvent les canuts, partant de la Croix-Rousse et embrasant la quasi-totalité de la ville. En 1848 et 1849, de nouvelles insurrections, dites « des Voraces », ont lieu. Face à ces révoltes populaires, le pouvoir est démuni et cherche à contrôler ces populations jugées dangereuses.
Pour cela, des arrondissements seront créés.

## Les opérations
C'est sous le Second Empire que l'essentiel des rénovations urbaines a lieu. Le préfet du Rhône (gérant la mairie de Lyon) Vaïsse entreprend ces amples transformations, à l'instar d'Haussmann à Paris, à la fois pour des raisons de prestige et de sécurité. Toutefois, n'ayant pas de véritable rupture entre la politique urbaine menée par Jean-Amédée Savoye et Benoit Poncet, d'une part, et celle menée par Vaïsse d'autre part.
Il s'appuie pour cela sur ses fonctions d'administrateur du département et de la mairie de Lyon, et sur des hommes : l'ingénieur en chef de la voirie, nommé en 1854, Gustave Bonnet et l'architecte Benoit Poncet, qui réalise la Rue Impériale (actuelle rue de la République) dans les années 1850. La Guillotière, La Croix-Rousse et Vaise sont rattachés à Lyon en 1852 ; à cette occasion, la ville de Lyon est découpée en cinq arrondissements (le 3e comprenant alors les 6e, 7e et 8e et le 9e étant englobé dans le 5e). La numérotation est conçue comme empêchant des revendications identitaires de quartiers à la mémoire locale forte.

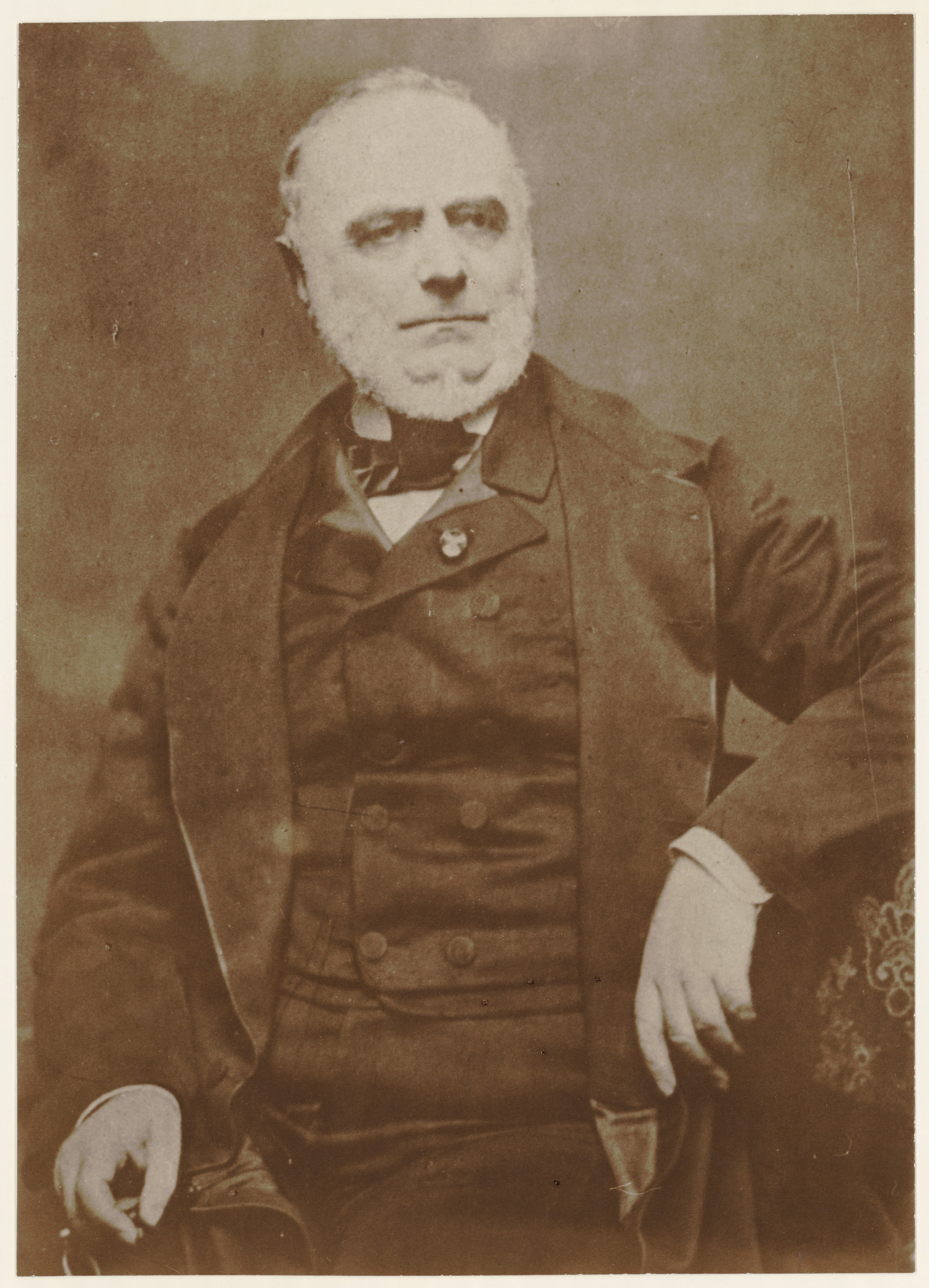
Portrait de Claude-Marius Vaïsse, préfet du Rhône.
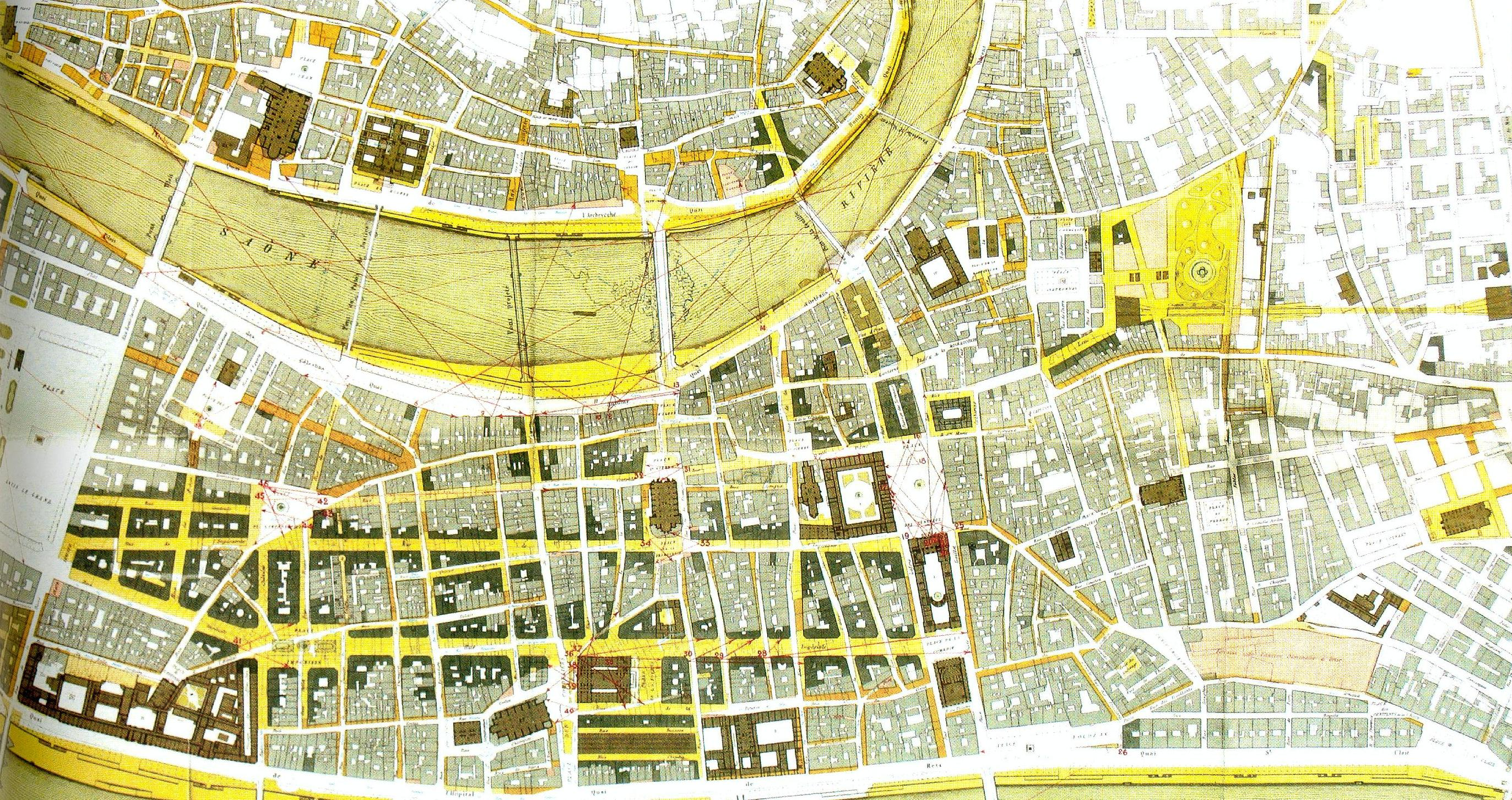
Plan des améliorations réalisées ou projetées dans le centre de la ville de Lyon (1863)

### Presqu'île
Les premières opérations touchent principalement la Presqu'île qui fait l'objet de travaux d'ampleur : création à partir de 1853 d'une première percée Nord-Sud, la rue Impériale, devenue aujourd'hui rue de la République qui s'articule sur la place Impériale, aujourd'hui place de la République. Lors de cette première phase seront réalisés :
- le réaménagement de la place des Cordeliers.
- la création de la place de la Bourse.
- la création de deux grands magasins : À la ville de Lyon en 1856[8], devenu en 1866 Grand Bazar de Lyon puis Monoprix en 1998 ; et le magasin Aux deux passages, devenu Le Printemps.
- la construction du palais de la Bourse par l'architecte René Dardel de 1856 à 1860.

La deuxième percée, à partir de 1859, la rue de l'Impératrice - aujourd'hui rue Édouard-Herriot - relie comme la première le quartier des Terreaux avec la place Bellecour ponctuée par la place des Jacobins. Cette percée s'accompagne, à l'instar de la première, de l'élargissement des rues latérales, comme la rue Raisin, devenue Jean-de-Tournes, des rues de la Poulaillerie, Grenette, Dubois, etc. (noms issus d'activités existantes dans la rue), tout comme du percement de la rue Centrale prolongée, aujourd'hui rue Gasparin au travers des jardins de l'ancienne préfecture du Rhône dont une rue latérale garde le souvenir. Ces grandes percées s'accompagnent de l'agrandissement des quais et de la construction des halles de Lyon en 1859.

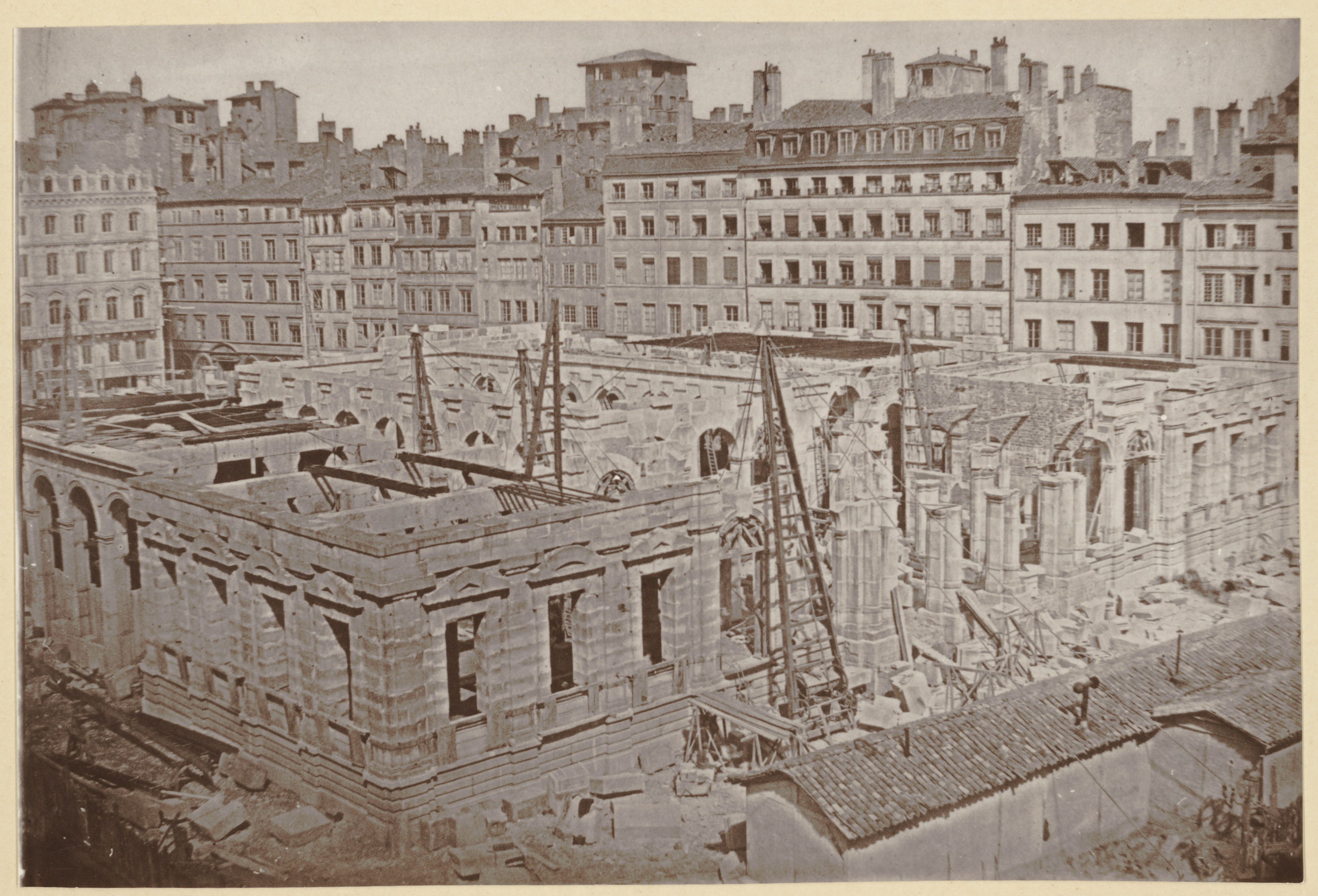
La création de la rue Impériale et la construction du palais de la Bourse.
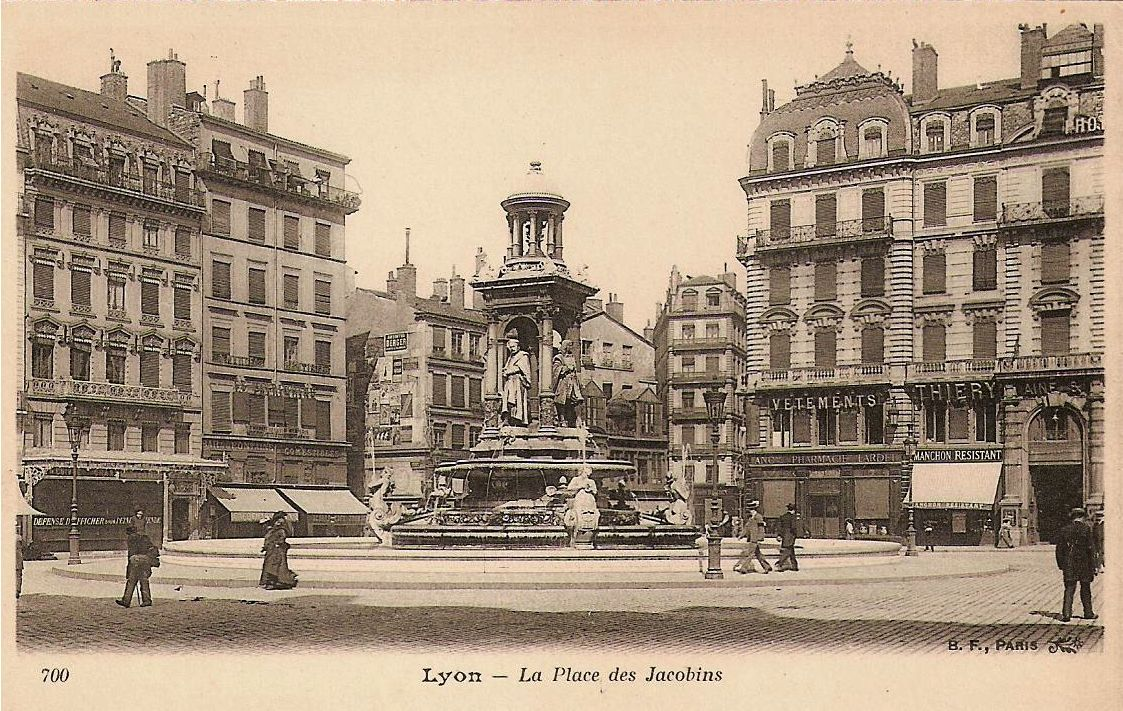
La place des Jacobins, vers 1900.
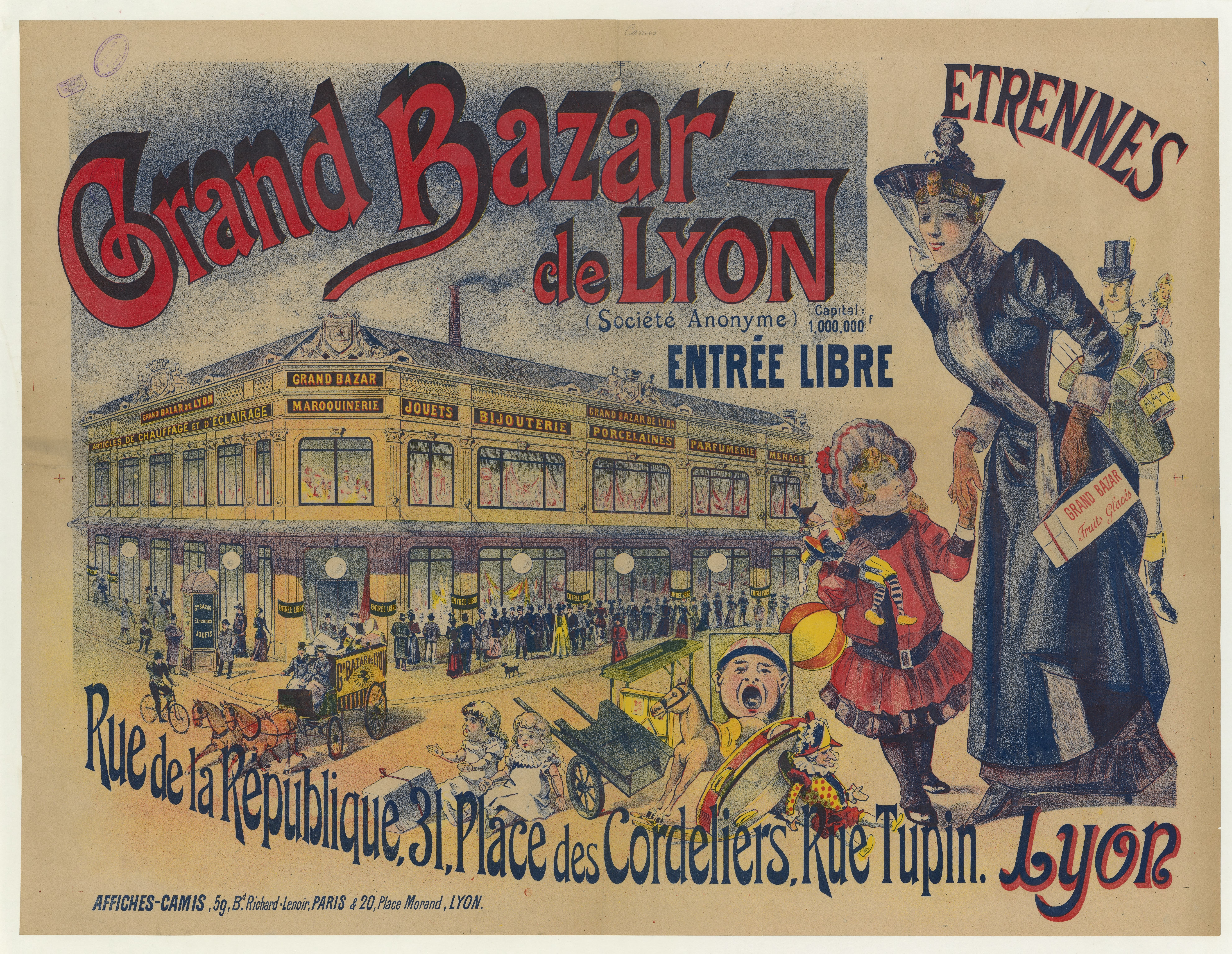
Affiche du Grand Bazar de Lyon en 1891.

### La Guillotière
Après le rattachement de La Guillotière (1852), l'urbanisation de la rive gauche s'accélère. Le cours Gambetta est percé à partir de 1860. Le parc de la Tête d'Or est créé aux confins de la ville, inauguré en 1857.

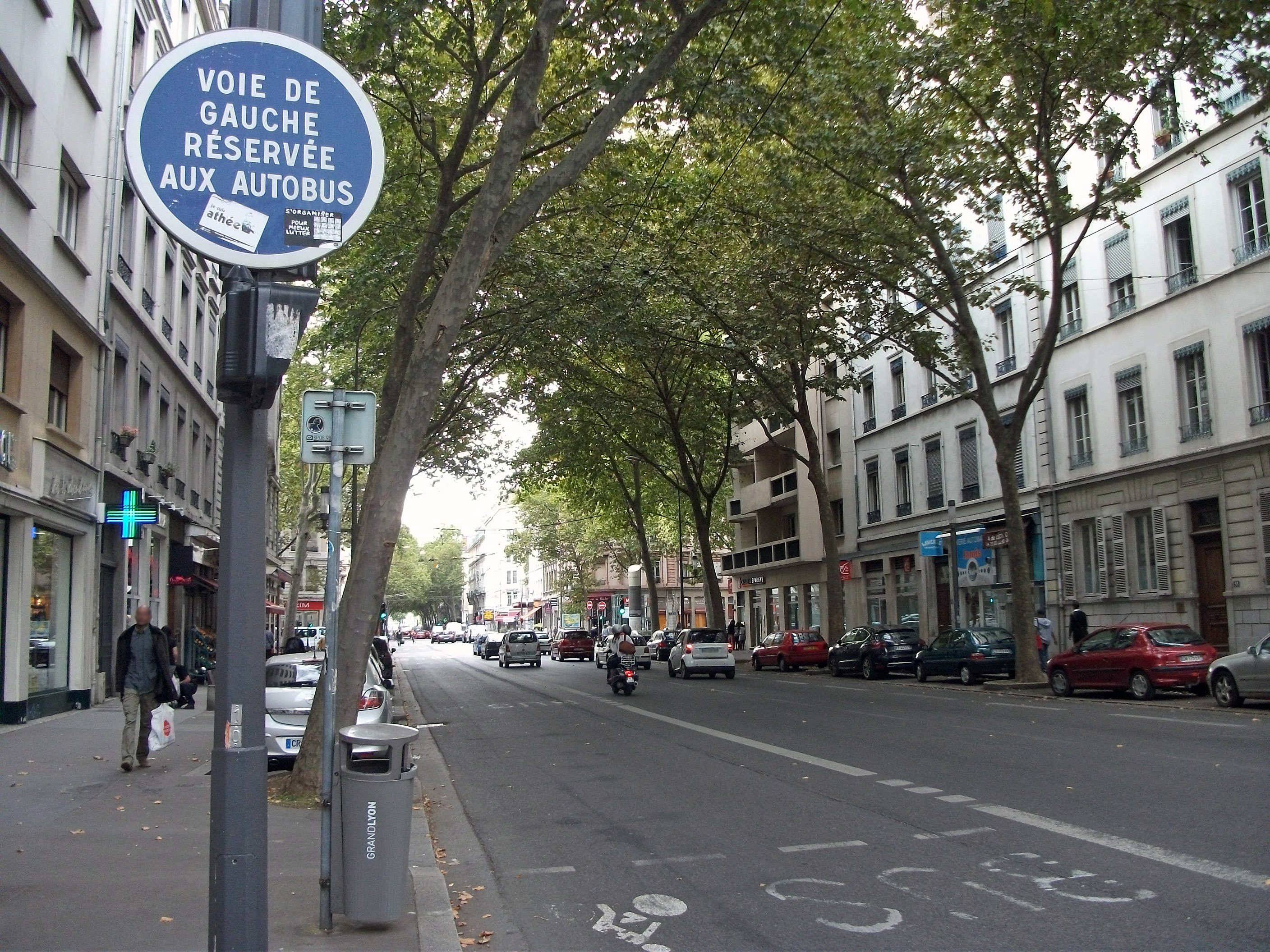
Le cours Gambetta
Plan du parc de la Tête-d'Or pour l'exposition universelle de 1894.

### Croix-Rousse
Au nord de la ville, le rempart de la Croix-Rousse est rasé (1865) et le boulevard de la Croix-Rousse, alors boulevard de l'Empereur est aménagé à son emplacement à partir de 1867. Sur les pentes de la Croix-Rousse, la rue Terme est percée et le quartier de la place Sathonay est relié au sommet de la colline par le funiculaire de la rue Terme, inauguré en 1862.

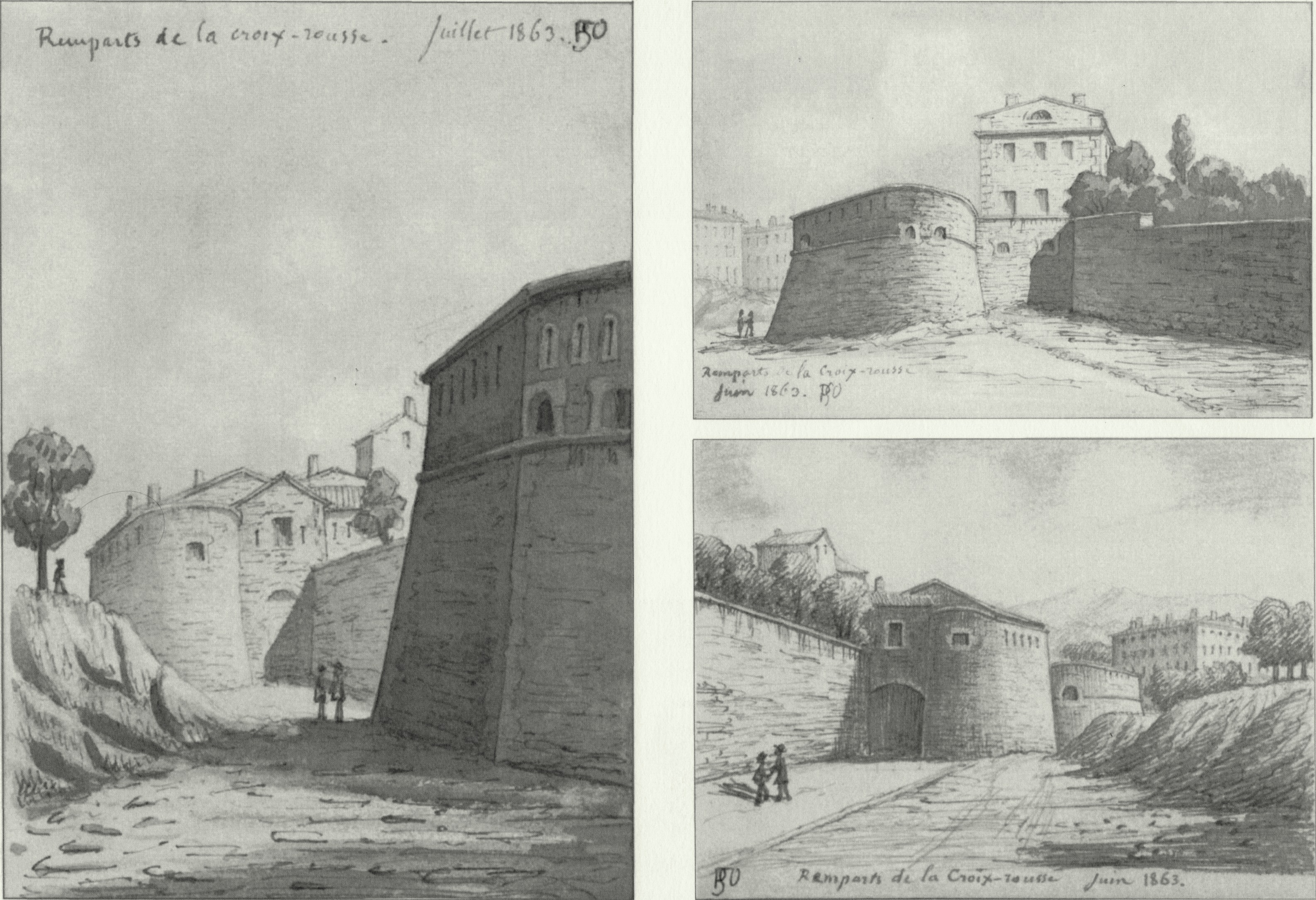
Dessin du rempart de la Croix-Rousse, 1863

### Autres opérations
Le quartier Saint-Paul fait l'objet de travaux importants avec l'élargissement de la rue de l'Angile, le percement de l'actuelle rue François-Verdier qui marque la disparition du quartier et de la place l'Ancienne douane, et le percement de la rue Octavio-Mey pour relier le pont la Feuillée avec la future gare Saint-Paul (1876), cette dernière opération débute avec les premières expropriations au cours de l'année 1861.

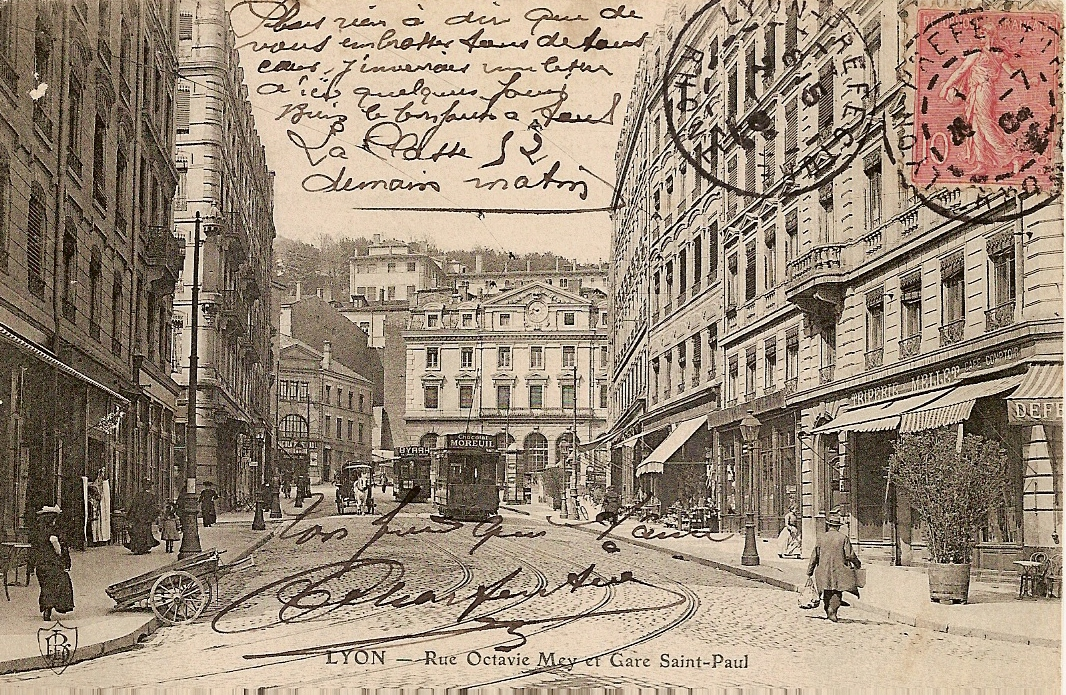
La rue Octavio-Mey en 1904.